# Johann Friedrich Alexander von Berlichingen
Freiherr Johann Friedrich Alexander von Berlichingen (* 7. März 1719 in Jagsthausen in Franken; † 14. Juli 1789 in Kaschau in Ungarn) war k.k. Feldmarschall-Lieutenant.

## Herkunft
Seine Eltern waren Hans Reinhard von Berlichingen (* 24. Juli 1682; † 2. November 1764) und dessen Ehefrau Sophie von Berlichingen-Rossach (* 3. Mai 1685).

## Leben
Er trat mit 18.(?) Jahren in den österreichischen Dienst und kam zu den Savoyen-Dragonern. Er kämpfte im polnischen Erbfolgekrieg 1735 am Rhein. Im folgenden Türkenkrieg kämpfte er 1737 vor Usiza und 1738 bei Kornia, Mehadia und Grocka. Er wurde 1740 zum  Oberlieutenant befördert. Im Österreichischen Erbfolgekrieg kämpfte er 1742 zunächst in Oberösterreich und Bayern gegen die Preußen und kam 1743 nach Italien, wo er sich bei Camposanto und bei Velletri (1744) gegen die Spanier besonders ausgezeichnete und dafür 1744 zum Hauptmann befördert wurde. Im Jahr 1746 zeichnete er sich bei Piacenza erneut aus. Nach dem Krieg stieg er im Jahr 1754 zum Major und 1756 zum Oberstlieutenant auf. Im Siebenjährigen Krieg kämpfte er in der Schlacht bei Kolin, wo sein Regiment sich besonders auszeichnete. Ferner war er im Oktober beim Vorstoß nach Berlin dabei. In Berlin stürmte er mit 400 Dragonern das Schlesische Tor und konnte zwei preußische Bataillone vor der Luisenvorstadt vertreiben.
Im Jahr 1758 wurde er Oberst und Kommandeur des Regiment. 1760 kämpft er in der Schlacht bei Torgau. Im Jahr 1761 war er in Schlesien, Sachsen und später im Korps des General Beck.
Nachdem er das lang geführt hatte, wurde er am 19. Januar 1771 mit Rang vom 4. Mai 1759 zum Generalmajor und 1. Mai 1773 mit Rang vom 15. Mai 1772 zum Feldmarschall-Lieutenant befördert.

## Familie
Berlichingen heiratete am 22. April 1755 die Gräfin Kathrina Forgách zu Ghymes (* 20. März 1728). Das Paar hatte drei Kinder, von denen eines jung verstarb:
- Auguste (* 1765; † 9. Mai 1831)

⚭ 1788 Friedrich August von Berlichingen († 1788), Sohn von Eberhard Maximilian Karl von Berlichingen
⚭ Heinrich von Bellegarde (* 1756; † 1845)
- Joseph Friedrich Anton (* 8. Februar  1759; † 23. April 1832)[4]

⚭ 1790 Sophie Charlotte Wilhelmine von Berlichingen (* 6. Februar 1770; † 25. Juli 1807)
⚭ 1807 Clara Caroline von Berlichingen (* 8. Dezember 1779; † 11. April 1828)